# Fairfield Township (Missouri)
Fairfield Township est un township du comté de Carroll dans le Missouri, aux États-Unis,.

## Source de la traduction
- (en) Cet article est partiellement ou en totalité issu de l’article de Wikipédia en anglais intitulé « Fairfield Township, Carroll County, Missouri » (voir la liste des auteurs).